# Le Chesne, Ardennes

Le Chesne este o comună în departamentul Ardennes din nordul Franței. În 1 ianuarie 2018 avea o populație de 883 de locuitori.